# Vizegouverneur
Ein Vizegouverneur (englisch lieutenant governor) ist die Bezeichnung für einen hohen Staatsbeamten in den Vereinigten Staaten und zahlreichen Staaten des Commonwealth of Nations. Meist handelt es sich dabei um den Stellvertreter des Gouverneurs beziehungsweise des Generalgouverneurs. In Kanada jedoch vertritt er de facto direkt das Staatsoberhaupt gegenüber den Provinzregierungen. 
In Anlehnung an die englische Übersetzung Lieutenant Governor oder Deputy Governor wird auch für andere Länder die Position der stellvertretenden Regierungschefs einer Region unterhalb der nationalen Ebene als Vizegouverneur bezeichnet, so zum Beispiel für die Provinzen in China.

## Australien
Anfang 19. Jahrhundert war nur New South Wales als eigenständige Kolonie anerkannt und besaß einen eigenen Gouverneur, alle anderen australischen (Sub-)Kolonien wurden von Vizegouverneuren geführt. Später wurden die einzelnen Subkolonien zunehmend eigenständig und demzufolge dort vollrangige Gouverneure eingesetzt.
Heute sind in Australien Vizegouverneure, Administratoren und Oberste Richter der Bundesstaaten von der Verfassung her getrennte Ämter. In New South Wales, Victoria und South Australia übernimmt der Vorsitzende des Obersten Gerichtshofes zusätzlich das Amt des Vizegouverneurs. Die Vizegouverneure üben keine Funktionen aus, können aber jederzeit das Amt des Gouverneurs übernehmen.

## Indien
In Indien ist ein Vizegouverneur für die Leitung eines Unionsterritoriums verantwortlich und verfügt über fast die gleichen Kompetenzen wie die Chief Minister der Bundesstaaten. Das Amt existiert jedoch nur in den Unionsterritorien Andamanen und Nikobaren, Delhi, Jammu und Kashmir, Ladakh und Puducherry. Delhi und Puducherry besitzen einen gewissen Grad an Selbstverwaltung mit einer gewählten Legislative und einer Regierung, weshalb das Amt des Vizegouverneurs eher repräsentativen Charakter hat. Die drei Unionsterritorien Dadra und Nagar Haveli, Daman und Diu und Lakshadweep werden von einem Administrator des IAS verwaltet, Chandigarh vom Gouverneur von Punjab als Administrator.

## Isle of Man
Auf der Isle of Man war der Vizegouverneur bis 1980 Vorsitzender des Legislativrates und des Tynwald (die vereinigte Versammlung des Legislativrates und des House of Keys). Beide Funktionen werden heute vom Präsidenten des Tynwald wahrgenommen. Die einzige Sitzung, die der Vizegouverneur heute leitet, ist jene am Tynwald Day.

## Japan
In den Präfekturen Japans unterstützt der Vizegouverneur (fuku-chiji) den Gouverneur bei der Ausübung seines Amtes und vertritt ihn, wenn er außerhalb der Präfektur weilt und vorübergehend sein Amt nicht ausüben kann. Das „Gesetz über lokale Selbstverwaltung“ (chihō-jichi-hō) sieht in Artikel 161 einen Vizegouverneur vor, diese Zahl kann aber durch Sonderverordnungen erhöht werden. So gibt es zum Beispiel in der bevölkerungsreichsten Präfektur Tokio vier Vizegouverneure. Die Vizegouverneure werden vom Gouverneur mit Zustimmung des Präfekturparlaments auf vier Jahre ernannt. Wie auch bei anderen untergeordneten Positionen wie der Wahlaufsichtskommission oder der Kommission für Öffentliche Sicherheit kann das Volk nach Artikel 86 des chihō-jichi-hō über ein Recall-Referendum mit einem Drittel der Wahlberechtigten die Absetzung des Vizegouverneurs fordern, über die dann das Präfekturparlament entscheiden muss.
Auch bei der japanischen Zentralbank, der Nippon Ginkō (engl. Bank of Japan), wird die Führungsposition sōsai mit Gouverneur (engl. governor) übersetzt, weshalb seine beiden Stellvertreter (fuku-sōsai, engl. deputy governor) auch als Vizegouverneure bezeichnet werden.

## Kanalinseln
In den Kronbesitzungen von Guernsey und Jersey ist der Vizegouverneur der Vertreter des Monarchen. Das Amt ist jedoch zum größten Teil zeremoniell, die Exekutivfunktionen liegen bei der gewählten Regierung der jeweiligen Inseln.

## Kanada
In Kanada ist der Vizegouverneur (frz. lieutenant-gouverneur) der Vertreter des Monarchen in den Provinzen, so wie der Generalgouverneur von Kanada den Monarchen auf nationaler Ebene vertritt. Die Vizegouverneure sind nicht dem Generalgouverneur unterstellt, sondern gleichrangig, da sie alle dasselbe Staatsoberhaupt vertreten. Ebenso wie der Generalgouverneur werden die Vizegouverneure auf Anraten des kanadischen Premierministers ernannt. Sie werden jedoch nicht durch den Monarchen eingesetzt, sondern vom Generalgouverneur. Die drei kanadischen Territorien besitzen einen Kommissar (commissioner), der über vergleichbare Aufgaben verfügt. Im Gegensatz zu den Provinzen sind die Territorien jedoch keine souveränen Staatsgebilde. Die Territorialkommissare vertreten daher nicht das Staatsoberhaupt, sondern sind lediglich Beamte der Bundesregierung.

## Neuseeland
Der einzige Vizegouverneur Neuseelands war von 1839 bis 1841 William Hobson. Damals war Neuseeland ein abhängiges Gebiet der Kolonie New South Wales, das von George Gipps verwaltet wurde. Nach der Erhebung Neuseelands zur Kronkolonie wurde Hobson zum Gouverneur ernannt.

## Vereinigte Staaten
In den Vereinigten Staaten verfügen 45 der 50 Bundesstaaten über einen Vizegouverneur. In der Regel tritt er an die Stelle des Gouverneurs, wenn dieser außerhalb des Staates weilt und vorübergehend sein Amt nicht ausüben kann. In 24 Staaten werden der Gouverneur und sein Vize gemeinsam gewählt, um sicherzustellen, dass beide der gleichen Partei angehören. In 18 Staaten jedoch erfolgt die Wahl getrennt. Vielfach ist der Vizegouverneur Präsident des Senats des jeweiligen Bundesstaates.
Keinen Vizegouverneur haben Arizona, Maine, New Hampshire, Oregon, West Virginia und Wyoming. Hier erfüllt teilweise der Secretary of State die entsprechenden Aufgaben. In New Jersey gibt es das Amt des Vizegouverneurs seit Januar 2010.
Vor der Unabhängigkeit verfügte jede der Dreizehn Kolonien über einen Vizegouverneur. Der Hauptunterschied zum Gouverneur bestand darin, dass der Vizegouverneur zwingend seinen Wohnsitz in der jeweiligen Kolonie haben musste. Außerdem erhielt der Vizegouverneur seinen Lohn aus der Kasse der Kolonie, während der Gouverneur direkt von der britischen Krone bezahlt wurde.